# Léon Bloy

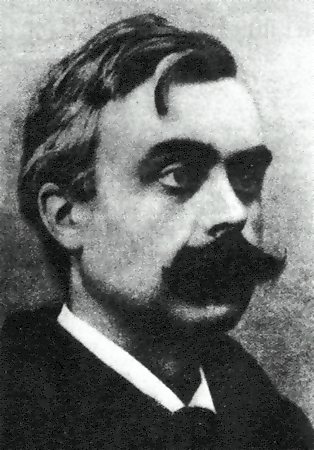
Léon Bloy, 1887

Léon Bloy, född 11 juli 1846 i Périgueux, död 3 november 1917 i Bourg-la-Reine, var en fransk författare.
Bloy var efter Jules Barbey d'Aurevilly den främste kämpen för ett undergrävande av naturalismen och för en ny ideell uppfattning, i liv och författarskap, på ultrakatolsk grund. 
I novellen Sueur de sang skildrar han sina erfarenheter från fransk-tyska kriget, där han deltog som franc-tireur. Han främsta verk torde dock vara en från 1892 successivt utgiven dagbokserie i åtta band med olika titlar. 
Bloy var gift med en dotter till den danske diktaren Christian Knud Frederik Molbech.